# Роберто Кавали
Роберто Кавали (итал. Roberto Cavalli; Фиренца, 15. новембар 1940 — Фиренца, 12. април 2024) био је италијански модни дизајнер и оснивач истоимене фирентинске модне куће. Његов деда, Ђузепе Роси, био је Макијајоло, са радовима изложеним у галерији Уфици у Фиренци, а његовог оца Ђорђа, стрељали су Немци 1944. године. Роберто је постао препознатљив по егзотичним дезенима и стварању пескареног изгледа за фармерке. Поред луксузне одеће, његова модна кућа продаје кожну галантерију, парфеме и козметику.